# مركب روثينيوم عضوي

مثال على حفاز غرابز من الجيل الأول

مركبات الروثينيوم العضوية هي مركبات عضوية فلزية تحوي على رابطة كيميائية بين ذرتي روثينيوم وكربون Ru-C؛ ويسمى فرع الكيمياء المهتم بدراسة هذه المركبات باسم كيمياء الروثينيوم العضوية؛ وهو فرع مهم في مجال دراسة عمليات التحفيز الكيميائي وتطوير الحفازات الموافقة. من الأمثلة الشهيرة على هذه المركبات حفازات غرابز.
تعد مركبات الروثينيوم العضوية أيضاً ذات أهمية في مجال الأبحاث عن مرض السرطان.

## أمثلة على مركبات روثينيوم عضوية
- روثينوسين
- اثنا عشري كربونيل ثلاثي الروثينيوم
- ثنائي كلورو ثلاثي(ثلاثي فينيل فوسفين) الروثينيوم الثنائي